# 후쿠토미정
후쿠토미정(福富町)은 히로시마현 중앙부에 있던 정으로, 가모군에 속했다. 2005년 2월 7일, 구로세정·고치정·도요사카정· 도요타군 아키쓰정과 함께 히가시히로시마시에 편입되어 소멸하였다.

## 역사
- 1889년 4월 1일 - 정촌제 시행으로 도요타군 후쿠토미정이 성립하였다.
- 2005년 2월 7일 - 구로세정·고치정·도요사카정· 도요타군 아키쓰정과 함께 히가시히로시마시에 편입해 폐지되었다.

## 교통

### 도로
- 국도 제375호선 (일본)(일본어판)
- 국도 제486호선 (일본)(일본어판)